# 1792
1792 (MDCCXCII) fue un año bisiesto comenzado en domingo según el calendario gregoriano.

## Acontecimientos
- 9 de enero: termina la Guerra ruso-turca (1787-1792) con la Paz de Jassy (victoria rusa).[1]
- 7 de febrero: Austria y Prusia firman una alianza contra los revolucionarios franceses.
- 10 de febrero: en Japón, el Volcán Unzen entra en erupción. Como resultado, el 21 de mayo, fallecieron alrededor de 15 000 personas, haciendo de este el desastre volcánico más destructivo de la historia japonesa.[2]
- 16 de febrero: ascenso de Sulaymán al trono del Sultanato de Marruecos.[3]
- 28 de febrero: Carlos IV de España destituye al Conde de Floridablanca de su ministerio y pone en su lugar al Conde de Aranda.
- 2 de abril: primera acuñación del dólar.
- 17 de abril: Se crea en Zaragoza por Real Cédula de esa fecha, la Real Academia de Nobles y Bellas Artes de San Luis.
- 20 de abril: Francia declara la guerra a Austria. Inician las Guerras revolucionarias francesas.
- 21 de mayo: Un terremoto de 6,4 provoca el colapso del flanco sur de la cúpula de Mayuyama frente al monte Unzen lo que resulta en un tremendo tsunami, que mata a 15.000 personas en total.
- 30 de junio: en la península Niágara (entre el lago Ontario y el Erie), el primer tornado conocido en la historia de Canadá causa graves daños en los bosques de la zona.
- 11 de julio: fundación de la ciudad de Manzanillo (Cuba) en nombre del Rey de España.
- 10 de agosto: El pueblo parisino asalta el Palacio de las Tullerías, siendo ella la morada del rey Luis XVI. El rey se refugia en la Asamblea Nacional y la monarquía queda abolida.
- 2 - 6 de septiembre: Masacres de septiembre durante la Revolución francesa.
- 20 de septiembre: Austria y Prusia declaran la guerra a Francia, y son vencidos en Valmy.
- 20 de septiembre: en Estados Unidos el dólar es declarado como unidad monetaria nacional.
- 21 de septiembre: en Francia, la Asamblea Legislativa proclama la Primera República francesa.
- 22 de septiembre: primer día del nuevo calendario francés propuesto por la Convención Nacional.
- 12 de octubre : Se cumple el tercer centenario de la llegada de Colón a América
- 29 de octubre: en Cuba se desata la Tormenta de San Francisco. En La Habana, el huracán arrastra un bergantín hasta la falda del castillo de Atarés (terminado de construir el año anterior), a 200 metros de la costa de la ensenada de Atarés.
- 3 de noviembre: en la diócesis de Nueva Galicia, hoy estado de Jalisco, se inaugura la Universidad de Guadalajara en virtud de una Real Cédula de Carlos IV.
- 15 de noviembre: en España, nombramiento de Godoy como favorito de Carlos IV, en 1793 declarará la guerra contra la Revolución de Francia.
- En Groninga (Países Bajos) Wiert Willem Sikkens empieza la elaboración de productos de la marca Sikkens, en la actualidad comercializados por AkzoNobel.
- El Sultán Fateh Ali Tipu invade la ciudad de Kerala (India), pero es derrotado.

## Arte y literatura
- 7 de febrero: Domenico Cimarosa estrena Il matrimonio segreto en Viena.
- 7 de febrero: Leandro Fernández de Moratín estrena "La Comedia Nueva".

## Ciencia y tecnología
- Eli Whitney inventa el almarrá, para separar el algodón de sus semillas.
- Luigi Galvani - Estudia la energía eléctrica.

## Nacimientos
- 29 de febrero: Gioachino Rossini, compositor italiano (f. 1868).
- 7 de marzo: John Herschel, matemático y astrónomo británico (f. 1871).
- 2 de abril: Francisco de Paula Santander, militar, político y estadista colombiano (f. 1840).
- 13 de mayo: Pío IX, papa católico italiano entre 1846 y 1878 (f. 1878).
- 4 de agosto: Percy Bysshe Shelley, poeta romántico inglés (f. 1822).
- 24 de agosto: Guillermo II, rey neerlandés y duque luxemburgués entre 1840 y 1849 (f. 1849).
- 26 de agosto: Manuel Oribe, presidente y líder político uruguayo (f. 1857).
- 13 de septiembre: Francisco de Paula González Vigil, clérigo, político e intelectual peruano (f. 1875).
- 3 de octubre: Francisco Morazán Quesada, político hondureño (f. 1842).
- 11 de octubre: Thomas Bell, zoólogo, cirujano y escritor británico (f. 1880).
- 13 de octubre: Moritz Hauptmann, compositor, profesor y teórico musical alemán (f. 1868).

Sin fecha conocida
- José Santos de la Hera, militar y político español (f. 1859).

## Fallecimientos
- 8 de febrero: Hannah Snell, militar británica (n. 1723).
- 16 de febrero: Al-Yazid, sultán marroquí (n. 1750).
- 1 de marzo: Leopoldo II, emperador del Sacro Imperio Romano Germánico (n. 1747).
- 3 de marzo: Robert Adam, arquitecto británico (n. 1728).
- 29 de marzo: Gustavo III de Suecia (n. 1746).
- 8 de abril: Teodoro de Croix, aristócrata y militar flamenco (n. 1730).
- 3 de agosto: sir Richard Arkwright, industrial británico.
- 18 de diciembre: Johann van Beethoven, compositor y padre de Ludwig van Beethoven.